# Eriogonum caespitosum
Eriogonum caespitosum är en slideväxtart som beskrevs av Thomas Nuttall. Eriogonum caespitosum ingår i släktet Eriogonum och familjen slideväxter. Inga underarter finns listade i Catalogue of Life.